# Bataille de Bardia
Seconde Guerre mondiale (Guerre du désert)
Batailles
Guerre du Désert
- Invasion de l'Égypte
- Compass (Fort Capuzzo
- Nibeiwa
- Sidi Barrani
- Bardia
- Tobrouk (1941)
- Mechili
- Beda Fomm)
- Koufra
- Siège de Giarabub
- Sonnenblume
- El Agheila (1941)
- Siège de Tobrouk (Raid sur Bardia
- Raid Twin Pimples)
- Skorpion
- Brevity
- Battleaxe
- Crusader (Flipper
- Bir el Gubi (novembre 1941)
- Point 175
- Bir el Gubi (décembre 1941))
- Fort Lamy
- Gazala (Bir Hakeim
- Tobrouk (1942))
- Mersa Matruh
- El Alamein (juillet 1942) (Raid sur l'aérodrome de Sidi Haneish)
- Alam el Halfa
- Agreement (Caravan)
- Bertram
- Braganza
- El Alamein (octobre 1942) (Avant-poste Snipe)
- El Agheila (1942)

Débarquement allié en Afrique du Nord
- Blackstone
- Casablanca
- Reservist
- Terminal
- Port Lyautey
- Brushwood

Campagne de Tunisie
- Course pour Tunis
- Ligne Mareth
- Sidi Bouzid
- Kasserine
- Sejnane
- Ochsenkopf
- Capri
- Ksar Ghilane
- Pugilist
- El Guettar
- Wadi Akarit
- Longstop Hill
- Hill 609
- Vulcan
- Flax
- Retribution
- Strike

La bataille de Bardia s'est déroulée entre le 3 et le 5 janvier 1941, dans le cadre de l'opération Compass, la première opération militaire britannique de la campagne du désert occidental de la Seconde Guerre mondiale. C'est la première bataille de la guerre à laquelle participe une formation de l'armée australienne, la première à être commandée par un général australien et la première à être planifiée par un état-major australien. La 6e division australienne (le major général Iven Mackay) attaque la forteresse italienne fortement tenue de Bardia, en Libye, avec l'aide d'un appui aérien et de tirs navals et sous le couvert d'un barrage d'artillerie. La 16e brigade d'infanterie australienne attaque à l'aube depuis l'ouest, où les défenses sont connues pour être faibles. Les sapeurs creusent des brèches dans les barbelés avec des torpilles Bangalore et comblent et démolissent les parois du fossé antichar avec des pioches et des pelles. Cela permet à l'infanterie et aux 23 chars Matilda II du 7e Royal Tank Regiment d'entrer dans la forteresse et de capturer tous leurs objectifs, ainsi que 8 000 prisonniers.
Dans la deuxième phase de l'opération, la 17e brigade d'infanterie australienne exploite la brèche faite dans le périmètre et se dirige vers le sud jusqu'à une ligne de défense secondaire connue sous le nom de Switch Line. Le deuxième jour, la 16e brigade d'infanterie australienne s'empare du canton de Bardia, coupant la forteresse en deux. Des milliers d'autres prisonniers sont faits et la garnison italienne ne résiste plus que dans les parties les plus septentrionales et méridionales de la forteresse. Le troisième jour, la 19e brigade d'infanterie australienne avance vers le sud depuis Bardia, appuyée par l'artillerie et les six chars opérationnels Matilda. Son avance permet à la 17e brigade d'infanterie australienne de progresser également et les deux brigades réduisent le secteur sud de la forteresse. Les garnisons italiennes du nord se rendent à la 16e brigade d'infanterie australienne et au groupe de soutien de la 7e division blindée à l'extérieur de la forteresse. Au total, quelque 36 000 prisonniers italiens sont faits.
La victoire de Bardia permet aux forces alliées de poursuivre leur avancée en Libye et de capturer la quasi-totalité de la Cyrénaïque, ce qui conduit à l'opération Sonnenblume, intervention allemande dans les combats en Afrique du Nord, changeant la nature de la guerre sur le théâtre.

## Contexte

### Invasion italienne de l'Égypte
L'Italie déclare la guerre au Royaume-Uni le 10 juin 1940. Le royaume d'Égypte jouxte la colonie italienne de Libye. Bien que pays neutre, l'Égypte est occupée par les Britanniques selon les termes du traité anglo-égyptien de 1936, qui permet aux forces militaires britanniques d'occuper l'Égypte si le canal de Suez est menacé. Une série de raids et d'escarmouches transfrontalières commencent à la frontière entre la Libye et l'Égypte. Le 13 septembre 1940, une force italienne franchit la frontière égyptienne et atteint Sidi Barrani le 16 septembre, où l'avancée est interrompue jusqu'à ce que les difficultés logistiques puissent être surmontées.
La position de l'Italie au centre de la Méditerranée rend inacceptablement dangereux l'envoi de navires de Grande-Bretagne vers l'Égypte via cette route, de sorte que les renforts et les fournitures britanniques pour la région doivent contourner le cap de Bonne-Espérance. Pour cette raison, il est plus pratique de renforcer le Middle East Command du général Archibald Wavell avec des troupes d'Australie, de Nouvelle-Zélande et d'Inde. Néanmoins, même lorsque la Grande-Bretagne est menacée d'invasion après la bataille de France et que du matériel est nécessaire de toute urgence pour rééquiper le corps expéditionnaire britannique après ses pertes lors de l'évacuation de Dunkerque, des troupes et des fournitures sont toujours envoyées au Middle East Command. Un convoi qui quitte le Royaume-Uni en août 1940 transporte des canons, des provisions, des munitions et trois régiments blindés, dont le 7e Royal Tank Regiment, équipé de chars Matilda II.
Le 9 décembre 1940, la Western Desert Force, sous le commandement du major-général Richard O'Connor, attaque la position italienne à Sidi Barrani. La position est capturée, 38 000 soldats italiens sont faits prisonniers et le reste des forces italiennes est repoussé. La Western Desert Force poursuit les Italiens en Libye et la 7e division blindée s'établit à l'ouest de Bardia, coupant les communications terrestres entre la forte garnison italienne et Tobrouk. Le 11 décembre, Wavell décide de retirer la 4e division indienne et de l'envoyer au Soudan pour participer à la campagne d'Afrique de l'Est. La 6e division australienne (le major général Iven Mackay) est amenée d'Égypte pour la remplacer et Mackay prend le commandement de la zone le 21 décembre 1940.

### Géographie
Contrairement à la Grande Mer de Sable, la partie côtière du désert de Libye est plus pierreuse que sableuse, mais elle n'en est pas moins aride et abrite peu de végétation. Près de la côte, le sol est brisé par des oueds. Les véhicules militaires peuvent traverser le désert pierreux sans difficulté, même si la chaleur, la poussière et le vent provoquent leur rapide détérioration. En raison de sa faible population, les bombes et les obus peuvent être utilisés avec un risque minimal de victimes civiles. Les nuits d’hiver peuvent être extrêmement froides, mais les journées peuvent néanmoins être inconfortablement chaudes. Il n’y a presque pas de nourriture ni d’eau, et peu d’abris contre le froid, la chaleur ou le vent. Le désert est cependant relativement exempt de maladies.

## Planification et préparation

### Italie
Après le désastre de Sidi Barrani et le retrait d'Égypte, le XXIIIe Corps (Generale di Corpo d'Armata (Lieutenant General) Annibale Bergonzoli) affronte les Britanniques depuis les solides défenses de Bardia. Mussolini écrit à Bergonzoli : « Je vous ai confié une tâche difficile mais adaptée à votre courage et à votre expérience de vieux et intrépide soldat : la tâche de défendre jusqu'au bout la forteresse de Bardia. Je suis certain que « Electric Beard » et ses courageux soldats resteront fidèles jusqu'au bout, quel qu'en soit le prix. » Bergonzoli a répondu : « Je suis conscient de cet honneur et j'ai répété aujourd'hui à mes troupes votre message – simple et sans équivoque. Nous sommes à Bardia et nous restons ici. » Bergonzoli a sous ses ordres environ 45 000 défenseurs. Les divisions italiennes défendant le périmètre de Bardia comprennent les restes de quatre divisions. Le secteur nord (« Gerfah ») est tenu par le 2e CC. N.N. Division "28 Octobre" ; le secteur centre ("Ponticelli") par le 1er CC. N.N. Division "23 mars" et des éléments de la 62e Division d'infanterie « Marmarica » ; et le secteur sud (« Mereiga ») par la 63e division d'infanterie « Cirene » et le reste de la 62e division d'infanterie Marmarica. Bergonzoli possède également les restes de la 64e division d'infanterie "Catanzaro" dissoute, quelque 6 000 soldats de la Garde frontière (GaF), trois compagnies de Bersaglieri, une partie du régiment débarqué "Cavalleggeri di Vittorio Emanuele II" et une compagnie de mitrailleuses de la 60e d'infanterie. Division "Sabratha".
Ces divisions gardent un périmètre de 29 km qui comporte un fossé antichar presque continu, une vaste clôture de barbelés et une double rangée de fortifications. Les fortifications sont situés à environ 730m les uns des autres. Chacune possède son propre fossé antichar, dissimulé par de fines planches. Elles sont armées chacune d'un ou deux Cannone da 47/32 M35 (47 mm) et deux à quatre mitrailleuses. Les armes sont tirées depuis des fosses à parois en béton reliées par des tranchées à un bunker en béton souterrain profond qui offre une protection contre les tirs d'artillerie. Les tranchées n'ont pas de marches de tir et les fosses d'armes manquent de couverture aérienne. Chaque poste est occupé par un peloton ou une compagnie. La rangée intérieure de poteaux est similaire, sauf qu'il leur manque les fossés antichar. Les poteaux sont numérotés séquentiellement du sud au nord, les poteaux extérieurs portant des numéros impairs et ceux intérieurs des numéros pairs. Les chiffres réels sont connus des Australiens grâce aux inscriptions sur les cartes capturées à Sidi Barrani et sont également affichés sur les postes eux-mêmes. Dans le coin sud se trouvait une troisième ligne de poteaux, connue sous le nom de Switch Line. Il y a six champs de mines défensifs et quelques mines devant d'autres postes. Le défaut tactique majeur de ce système défensif est que si l'ennemi perçait, les postes peuvent être abattus individuellement par l'avant ou par l'arrière.

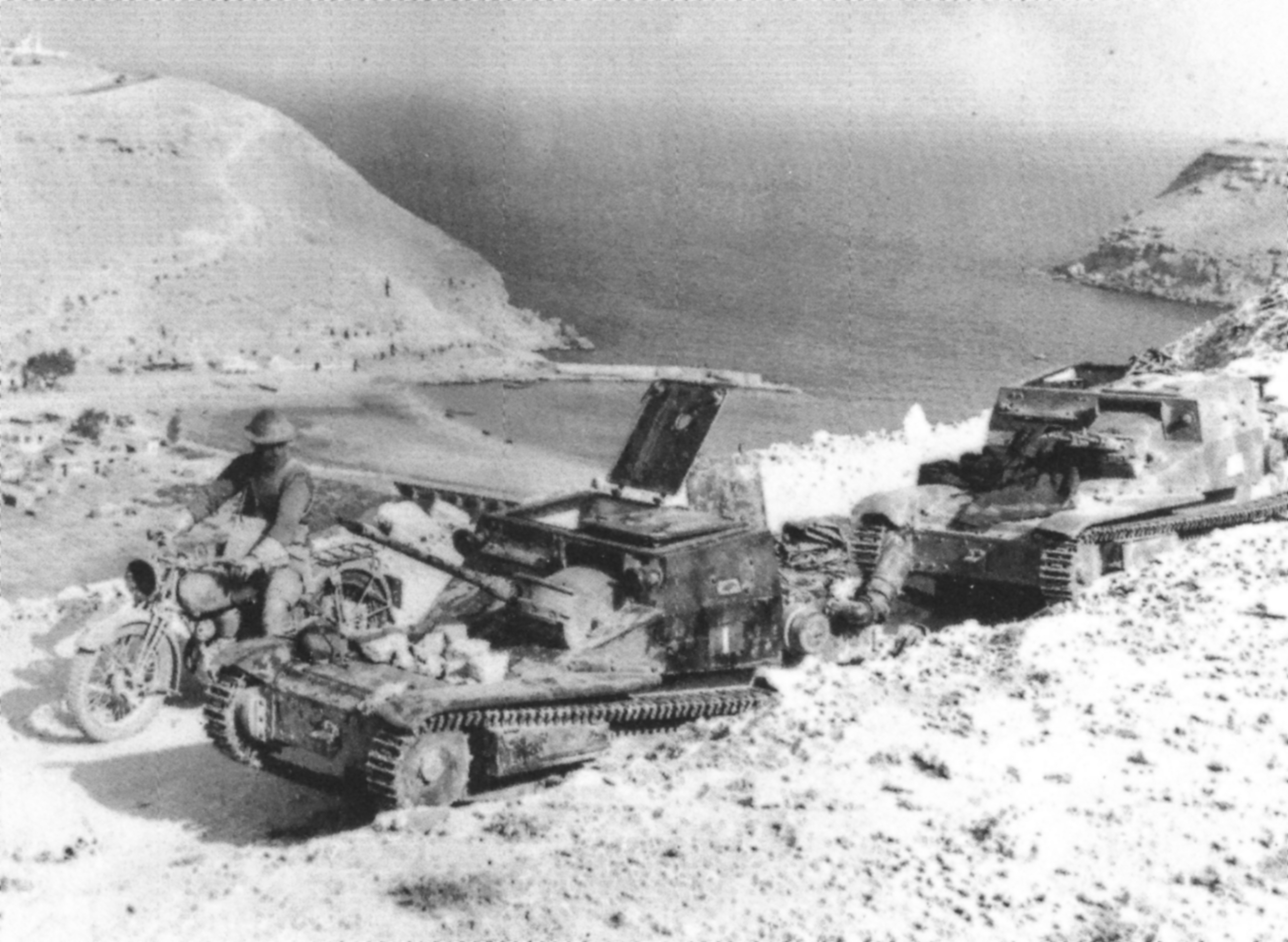
Chenillettes italiennes L3 capturées. Au fond se trouve la commune de Bardia et son petit port. Lower Bardia est à mi-distance; la partie supérieure de Bardia se trouve au sommet des falaises en arrière-plan.

La défense est soutenue par une forte composante d'artillerie qui comprend quarante et un Breda modèle 35 20 canons antiaériens mm ; quatre-vingt-cinq 47 canons antichar mm; vingt-six fusils antichar Solothurn S-18/1000 ; quarante et un Cannone da 65/17 modèle 13 65 canons de soutien d'infanterie mm ; cent quarante-sept Cannone da 75/32 modello 37 75 mm et 77 canons de campagne mm ; soixante-seize Skoda 100 mm Modèle 1916 et Canon de 105 mle 1913 Schneider 105 canons mm; et vingt-sept 120 mm et Obice da 149/12 modèle 14 149 obusiers moyens mm. Le grand nombre de modèles d’armes, pour la plupart très anciens, crée des difficultés d’approvisionnement en pièces de rechange. Les armes les plus anciennes ont souvent des canons usés, ce qui pose des problèmes de précision. Les stocks de munitions sont tout aussi vieux et peut-être jusqu'à deux tiers des mèches sont obsolètes, ce qui entraînait un nombre excessif de cartouches ratées. Il existe également plusieurs modèles de mitrailleuses, avec sept types de munitions utilisées. La Breda 30, la principale mitrailleuse légère, a une faible cadence de tir et une réputation de brouillage. La Fiat-Revelli Modello 1914 est une arme encombrante et compliquée, également sujette aux arrêts. Certains d'entre eux sont reconstruits sous le nom de Fiat-Revelli Modello 1935 qui, bien que constituant une amélioration, ne sont toujours pas fiables. La principale mitrailleuse moyenne, la Breda M37, présente des défauts, le principal étant qu'elle utilise des bandes de cartouches de 20 cartouches, ce qui lui confère une cadence de tir réduite. Les pénuries de matières premières, associées à la sophistication technologique accrue des armes modernes, conduisent à des problèmes de production qui contrecarrent les efforts visant à fournir à l'armée italienne le meilleur équipement disponible. Le résultat est que la puissance de feu des défenseurs italiens n'est ni aussi grande ni aussi efficace qu'elle aurait dû l'être.
Comme « réserve mobile », il y a treize chars moyens M13/40 et cent quinze chenillettes L3/35. Les L3 sont généralement sans valeur, les M13/40 sont des chars moyens efficaces dotés de quatre mitrailleuses et d'un 47 monté sur tourelle. mm antichar pour son armement principal qui sont « à bien des égards l'égal des véhicules blindés de combat britanniques ». Le 20 mm de blindage des M13/40, bien que beaucoup plus épais que celui des chenillettes, peut toujours être pénétré par les 2 livres britanniques et les chenillettes ne sont pas à la hauteur des Matildas britanniques en termes de blindage ou de puissance de feu. Aucun des chars de Bardia n'est équipé de radio, ce qui rend difficile une contre-attaque coordonnée.
Bergonzoli sait que si Bardia et Tobrouk tiennent bon, une avancée britannique plus en Libye finirait par échouer en raison des difficultés logistiques liées au maintien d’une force dans le désert utilisant une ligne de ravitaillement terrestre étendue. Ne sachant pas combien de temps il lui faudrait tenir, Bergonzoli est contraint de rationner ses stocks de nourriture et d'eau afin qu'O'Connor ne puisse pas simplement l'affamer. La faim et la soif nuisent au moral des défenseurs italiens, déjà ébranlé par la défaite de Sidi Barrani. Les conditions médicales ont également sapé le moral, en particulier les poux et la dysenterie, conséquences d'un mauvais assainissement.

### Allié
La 6e division australienne est formée en septembre 1939 dans le cadre de la deuxième force impériale australienne. Le Premier ministre Robert Menzies ordonne que tous les commandements de la division soient confiés à des réservistes plutôt qu'à des officiers réguliers, qui ont publiquement critiqué la politique de défense des politiciens de droite. Ces politiques favorisent la Royal Australian Navy, qui reçoit la majorité des dépenses de défense dans l'entre-deux-guerres. Le résultat est que lorsque la guerre éclate, l'équipement de l'armée est celui de la Première Guerre mondiale et ses usines ne sont capables de produire que des armes légères. Heureusement, ces armes légères de la Première Guerre mondiale, le fusil Lee-Enfield et la mitrailleuse Vickers, sont des armes solides et fiables qui resteraient en service tout au long de la guerre ; ils sont complétés par la plus récente mitrailleuse légère Bren. La plupart des autres équipements sont obsolètes et doivent être remplacés, mais de nouvelles usines sont nécessaires pour produire les articles les plus récents, tels que des ML 3 inch, des QF 25 pounder et des véhicules à moteur. L'approbation du Cabinet de Guerre pour leur construction tarde à arriver. L'entraînement de la 6e division australienne en Palestine, bien que « vigoureux et réaliste », est donc entravé par le manque d'équipement. Ces pénuries sont progressivement comblées par des livraisons en provenance de sources britanniques. De même, le No. 3 Squadron RAAF a dû être envoyé au Moyen-Orient sans avion ni équipement et approvisionné par la Royal Air Force, aux dépens de ses propres escadrons.

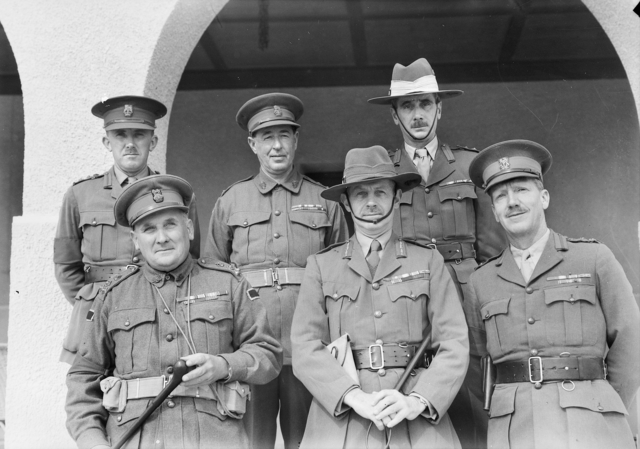
Officiers supérieurs de la 6e Division. Première rangée, de gauche à droite : le brigadier Arthur Allen, 16e brigade d'infanterie ; Major-général Iven Mackay ; Brigadier Horace Robertson, 19e brigade d'infanterie. Rangée arrière, de gauche à droite : Colonel Frank Berryman, GSO1 ; Brigadier Stanley Savige, 17e Brigade d'infanterie ; Colonel Alan Vasey, AA&QMG. Tous les six ont reçu l'Ordre du service distingué pendant la Grande Guerre.

Malgré la rivalité entre officiers réguliers et officiers de réserve, l'état-major de la 6e Division australienne est une organisation efficace. Le brigadier John Harding, chef d'état-major du XIIIe Corps, tel que la Western Desert Force est rebaptisée le 1er janvier 1941, est étudiant au Staff College de Camberley avec le chef d'état-major de Mackay, le colonel Frank Berryman, à une époque où O'Connor y est instructeur . Harding considère plus tard l'état-major de la 6e Division australienne « aussi bon que tous ceux que j'ai rencontrés dans cette guerre et très efficace ». La doctrine australienne met l'accent sur l'importance de l'initiative chez ses chefs subalternes et de petites unités sont entraînées à des patrouilles agressives, en particulier la nuit.
Alors qu'elle se positionne autour de Bardia en décembre 1940, la 6e Division australienne connait toujours des pénuries. Elle ne dispose que de deux de ses trois régiments d'artillerie et seul le 2/1er régiment de campagne est équipé des nouveaux obusiers 25 pounders, qu'il ne reçoit que ce mois-là. Le 2/2e Régiment de campagne est toujours équipé de douze obusiers QF 18 pounder et de douze obusiers de 4,5 pouces. Seul un escadron du 2/6e régiment de cavalerie est disponible, le reste du régiment étant déployé pour la défense des postes frontières d'Al-Jaghbub et de l'oasis de Siwa. Le 2/1er bataillon de mitrailleuses est détourné vers la Grande-Bretagne et sa place est prise par un bataillon de mitrailleuses de l'armée britannique, le 1er Northumberland Fusiliers. Le 2/1er Régiment Antichar a également été détourné, chaque brigade d'infanterie a donc formé une compagnie antichar mais seuls onze canons de 2 livres sont disponibles au lieu des 27 requis. Les bataillons d'infanterie manquent particulièrement de mortiers et de munitions pour le fusil antichar Boys.
Pour compenser cela, O'Connor augmente l'artillerie de la 6e division australienne du brigadier Edmund Herring avec une partie de l'artillerie du XIIIe corps : le 104e (Essex Yeomanry) Regiment, Royal Horse Artillery, équipé de seize obusiers 25 pounders; Batterie F, Royal Horse Artillery, avec douze ; le 51e Régiment de campagne, Royal Artillery, avec vingt-quatre et le 7e Régiment moyen, Royal Artillery, qui est équipé de deux canons de 60 livres, huit obusiers de 6 pouces et huit canons de 6 pouces. Il y a également deux régiments antichar, les 3e et 106e régiments, Royal Horse Artillery, équipés de canons de 2 livres et de canons Bofors de 37 mm.
Les positions des canons italiens sont localisées à l'aide de mesures sonores par le 6th Survey Regiment, Royal Artillery. Ces positions se révèlent en tirant sur les patrouilles australiennes, qui partent désormais de nuit, cartographiant le fossé antichar et les obstacles de barbelés. Des photographies aériennes des positions sont prises par des avions Westland Lysander du No. 208 Squadron RAF, escortés par des chasseurs biplan Gloster Gladiator du No. 3 Squadron RAAF. Les renseignements britanniques estiment la force de la garnison italienne entre 20 000 et 23 000 hommes avec 100 canons et considèrent comme exagérés les rapports faisant état de six chars moyens et de soixante-dix chars légers - un grave échec des renseignements.
Lors d'une réunion avec Mackay la veille de Noël 1940, O'Connor rend visite à Mackay au quartier général de la division et lui ordonne de préparer une attaque sur Bardia. O'Connor recommande que celui-ci soit construit autour des 23 chars Matilda du 7th Royal Tank Regiment (Lieutenant Colonel RM Jerram) restés en état de marche. L'attaque doit être menée avec seulement deux brigades, laissant la troisième pour une avance ultérieure sur Tobrouk. Mackay ne partage pas l'optimisme d'O'Connor quant à la perspective d'une victoire facile et part du principe que Bardia serait résolument tenue, ce qui nécessiterait une attaque bien planifiée similaire à celle requise pour franchir la ligne Hindenburg en 1918. Le plan élaboré par Mackay et son chef d'état-major, le colonel Frank Berryman, prévoit une attaque du côté ouest des défenses de Bardia par la 16e brigade d'infanterie australienne (le brigadier Arthur « Tubby » Allen) à la jonction des secteurs de Gerfah et de Ponticelli. Attaquer à la jonction de deux secteurs confondrait la défense. Les défenses y sont plus faibles que dans le secteur de Mereiga, le terrain est favorable à l'emploi des chars Matilda et une bonne observation de l'artillerie est possible. Il y a aussi la possibilité qu'une attaque ici divise la forteresse en deux. La 17e brigade d'infanterie australienne (le brigadier Stanley Savige) exploiterait alors la brèche dans les défenses de la forteresse dans la deuxième phase. La plupart de l'artillerie, regroupée sous le nom de « Groupe Frew » sous les ordres du lieutenant-colonel britannique JH Frowen, soutiendrait la 16e brigade d'infanterie australienne ; le 17e serait appuyé par le 2/2e Régiment de campagne. En l'occurrence, la densité de l'artillerie — 96 canons pour une attaque sur une portée 800 yards (731,52 m) front - est comparable à la bataille du canal de Saint-Quentin en septembre 1918, lorsque 360 canons soutiennent une attaque sur une 7 000 yards (6 400,8 m) devant. Mackay a insisté sur le fait que l'attaque nécessitait 125 coups par arme. Il a fallu le décaler au 3 janvier pour que ces munitions soient avancées.

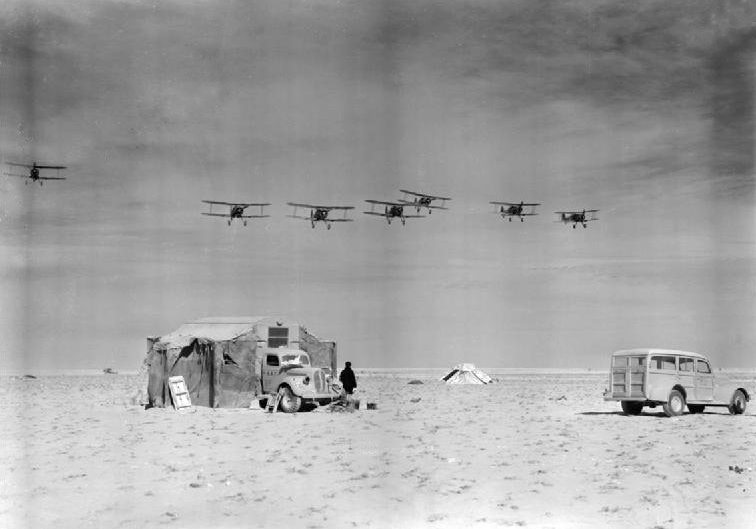
Biplan Gloster Gladiator du No. 3 Squadron RAAF, retournant à un terrain d'atterrissage près de Sallum, après une patrouille au-dessus de Bardia.

Le succès dépend pour beaucoup de la capacité de la Western Desert Force à faire avancer le carburant, l’eau et les fournitures. L'adjudant général adjoint et quartier-maître général (AA&QMG) de la 6e division australienne, le colonel George Alan Vasey, déclare : « C'est une guerre Q ». Les véhicules italiens capturés et le carburant sont utilisés pour transporter des fournitures dans la mesure du possible. Le 12 décembre, une société de transport mécanique de réserve a repris 80 camions diesel italiens de 5 et 6 tonnes capturés à Sidi Barrani. Ils sont rejoints le 15 décembre par cinquante camions de 7,5 tonnes arrivés de Palestine. Les Britanniques ne sont pas familiers avec les moteurs diesel et le manque de pièces de rechange, un entretien indifférent et une utilisation intensive dans des conditions désertiques ont rapidement fait des ravages, entraînant de nombreuses pannes. À la fin du mois de décembre, le parc de véhicules de la Western Desert Force ne représente que 40 pour cent de son effectif.
Les fournitures sont stockées au 8 Field Supply Depot à Sallum, où une jetée est construite par les Royal Engineers. Les troupes de la 16e brigade d'infanterie commencent à travailler au port le 18 décembre. Ils sont bientôt rejoints par deux compagnies pionnières du régiment de Chypre et un détachement de pionniers du régiment palestinien. Les magasins sont transportés jusqu'au 8 Field Supply Depot par la 4e compagnie de transport mécanique de Nouvelle-Zélande.

Le port est soumis à des bombardements à longue portée par des canons moyens à Bardia, connus par les Australiens sous le nom de « Bardia Bill », et à des attaques aériennes italiennes. Une seule batterie anti-aérienne peut être épargnée pour Sallum. Un raid aérien la veille de Noël a tué ou blessé 60 Néo-Zélandais et Chypriotes. Sans un réseau d'alerte approprié, l'interception est très difficile. Le 26 décembre, huit Gloster Gladiators du No. 3 Squadron RAAF ont aperçu et attaqué dix bombardiers Savoia-Marchetti SM.79 escortés par 24 chasseurs biplan Fiat CR.42 au-dessus du golfe de Sallum. Les Australiens affirment avoir abattu deux CR 42, tandis que trois Gladiator sont endommagés.
Le 23 décembre, le transporteur d'eau Myriel arrive à Sallum avec 3 000 tonnes d'eau, tandis que le moniteur HMS Terror a apporté 200 tonnes supplémentaires. L'eau est transportée vers des réservoirs de stockage à Fort Capuzzo. Des efforts sont faits pour approvisionner le 8 Field Supply Depot avec un approvisionnement de sept jours en carburant, des magasins et 500 cartouches par arme à feu. Les efforts pour y parvenir se sont déroulés de manière satisfaisante malgré les raids aériens italiens et les tempêtes de sable aveuglantes. Des efforts de dernière minute sont déployés pour remédier aux pénuries d'équipement restantes de la 6e division australienne. Au cours des derniers jours précédant la bataille, quelque 95 véhicules supplémentaires sont obtenus, dont 80 sont affectés au transport de munitions. Un lot de 11 500 pourpoints de cuir sans manches pour se protéger du froid et des fils barbelés est distribué, ainsi que 350 jeux de pinces coupantes italiennes capturées. La 17e Brigade d'infanterie australienne reçut finalement ses mortiers de 3 pouces mais les trouva dépourvus de viseurs. Un officier s'est précipité au Caire pour les récupérer à temps. Quelque 300 paires de gants et 9.1 km de ruban de marquage sont arrivés à quelques heures seulement de la fin. Les gants sont distribués, mais le ruban adhésif n'est pas parvenu à temps à la 16e brigade d'infanterie, de sorte que la flanelle de nettoyage des fusils est déchirée en bandes et utilisée à la place.

## Bataille

### Opérations aériennes et navales

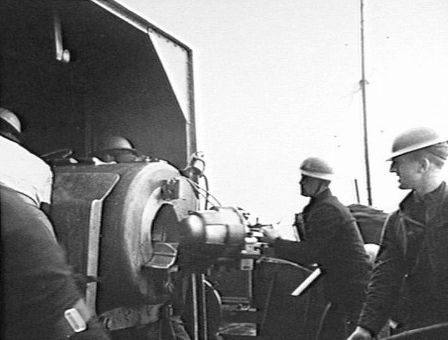
Artilleurs du bombardant Bardia avant l'assaut, 2 janvier 1941

Une série de raids aériens sont organisés contre Bardia en décembre, dans l'espoir de persuader la garnison de se retirer. Une fois qu'il est devenu clair que les Italiens ont l'intention de rester debout et de se battre, les priorités de bombardement se sont déplacées vers les bases aériennes italiennes autour de Tobrouk, Derna et Benina. Les raids aériens sur Bardia ont repris avant l'assaut terrestre, avec 100 sorties de bombardement effectuées contre Bardia entre le 31 décembre 1940 et le 2 janvier 1941, culminant avec un raid particulièrement intense des bombardiers Vickers Wellington du No. 70 Squadron RAF et Bristol Bombay. bombardiers du No. 216 Squadron RAF dans la nuit du 2 au 3 janvier 1941. Lysanders du No. 208 Squadron RAF a dirigé les tirs d'artillerie. Des chasseurs du No. 33 Squadron RAF, du No. 73 Squadron RAF et du No. 274 Squadron RAF ont patrouillé entre Bardia et Tobrouk.
Un bombardement naval est effectué le matin du 3 janvier par la Queen ElizabethQueen Elizabeth. cuirassés HMS Warspite, Valiant et Barham et leurs escortes de destroyers. Le porte-avions HMS Illustrious fourni des avions pour le repérage et la couverture des chasseurs. Ils se retirèrent après avoir tiré 244 15 pouces (381 mm), 270 6 pouces (152,4 mm) et 240 4,5 pouces (114,3 mm), remise au HMS Terror et aux canonnières de classe Insect HMS Ladybird, Aphis et Gnat, qui ont continué à tirer tout au long de la bataille. À un moment donné, les tirs de la Terreur ont fait céder une partie de la falaise près de la ville, emportant avec elle les positions des canons italiens.

### Assaut

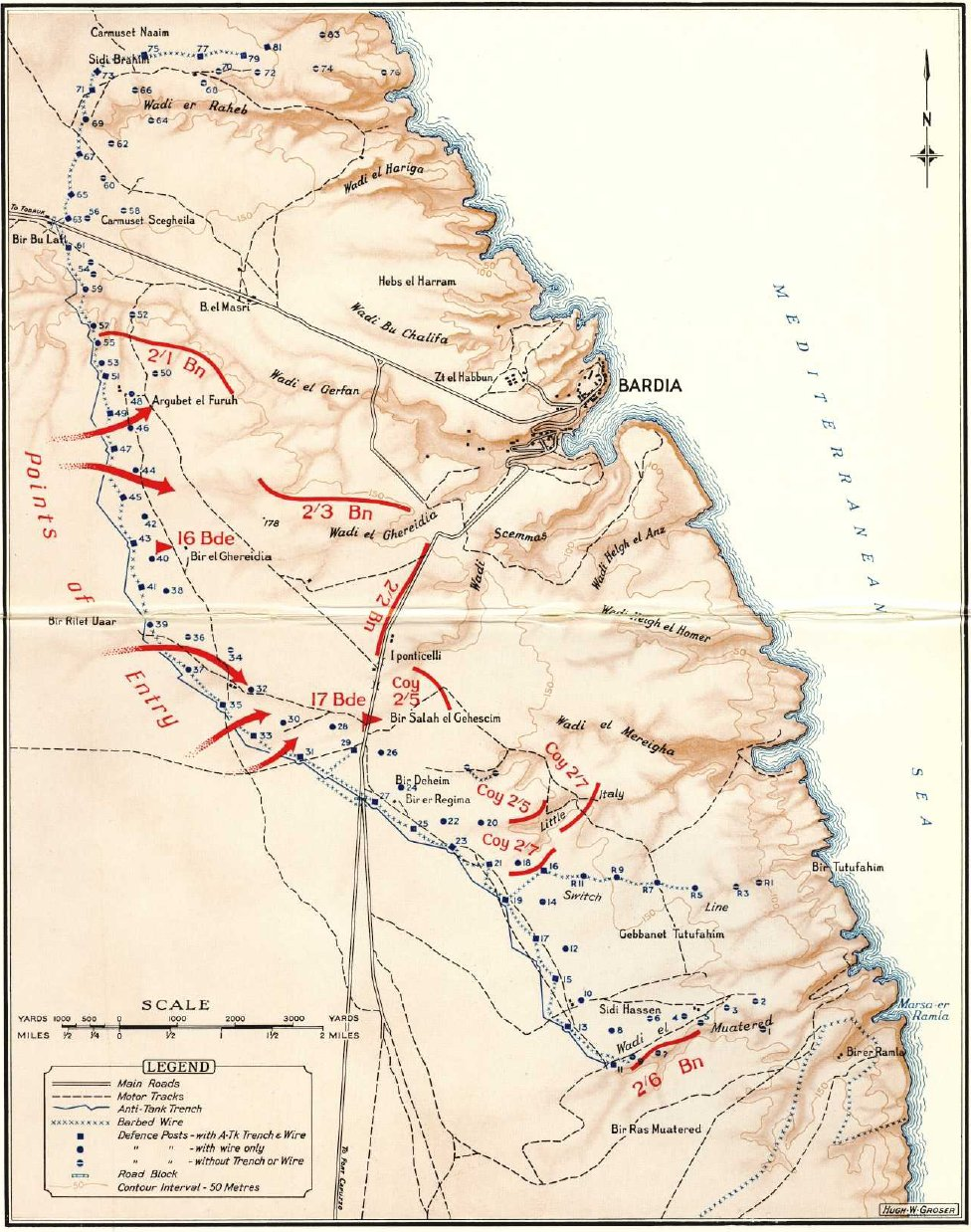
Bataille de Bardia. Position au crépuscule le 3 janvier 1941.

Les troupes d'assaut se levèrent tôt le 3 janvier 1941, prirent un repas et burent une tonne de rhum. Les compagnies de tête commencent à se diriger vers la ligne de départ à 4 h 16. L'artillerie a ouvert le feu à 5 h 30. En franchissant la ligne de départ, le 2/1er bataillon d'infanterie, sous le commandement du lieutenant-colonel Kenneth Eather, est tombé sous le feu des mortiers et de l'artillerie italienne. Les pelotons de tête avancèrent accompagnés de sapeurs de la 2/1re Compagnie de campagne transportant des torpilles Bangalore - 3.8 m de tuyaux remplis d'ammonal - alors que les tirs de l'artillerie italienne commençaient à atterrir, principalement derrière eux. Un obus italien a explosé parmi un peloton de tête et a fait exploser une torpille Bangalore, faisant quatre morts et neuf blessés. Les torpilles sont glissées sous les barbelés à 55 m intervalles. Un coup de sifflet est émis pour faire exploser les torpilles, mais n'a pas pu être entendu à cause du vacarme du barrage. Eather est devenu anxieux et ordonne à l'équipe du génie la plus proche de lui de faire exploser sa torpille. Les autres équipes l’ont entendu et ont emboîté le pas.
L'infanterie se leva et se précipita en avant pendant que les sapeurs s'empressaient d'abattre les parois du fossé antichar avec des pioches et des pelles. Ils avancèrent sur une série de postes tenus par les 2e et 3e bataillons du 115e régiment d'infanterie italien. Les postes 49 et 47 sont rapidement envahis, tout comme le poste 46 de la deuxième ligne au-delà. En une demi-heure, le poste 48 est également tombé et une autre compagnie a pris les postes 45 et 44. Les deux compagnies restantes avancèrent maintenant au-delà de ces positions vers un muret de pierre alors que les tirs d'artillerie commençaient à tomber le long du fil brisé. Les Italiens ont combattu derrière le mur jusqu'à ce que les Australiens soient à l'intérieur, attaquant avec des grenades à main et des baïonnettes. Les deux compagnies réussirent à faire 400 prisonniers. Le 2/2e bataillon d'infanterie (lieutenant-colonel FO Chilton) a estimé qu'il est préférable de continuer à escarmoucher tout au long de cette avance, car rester au sol pendant un certain temps signifiait rester au milieu des concentrations d'artillerie ennemies qui infligeaient de nouvelles pertes. Les troupes australiennes ont bien progressé, six passages de chars sont préparés et des mines entre eux et les barbelés sont détectées. Cinq minutes plus tard, les 23 Matildas du 7th Royal Tank Regiment avancent, accompagnés du 2/2nd Infantry Battalion. Passant par les brèches, ils se balançèrent tout droit le long de la double rangée de poteaux.

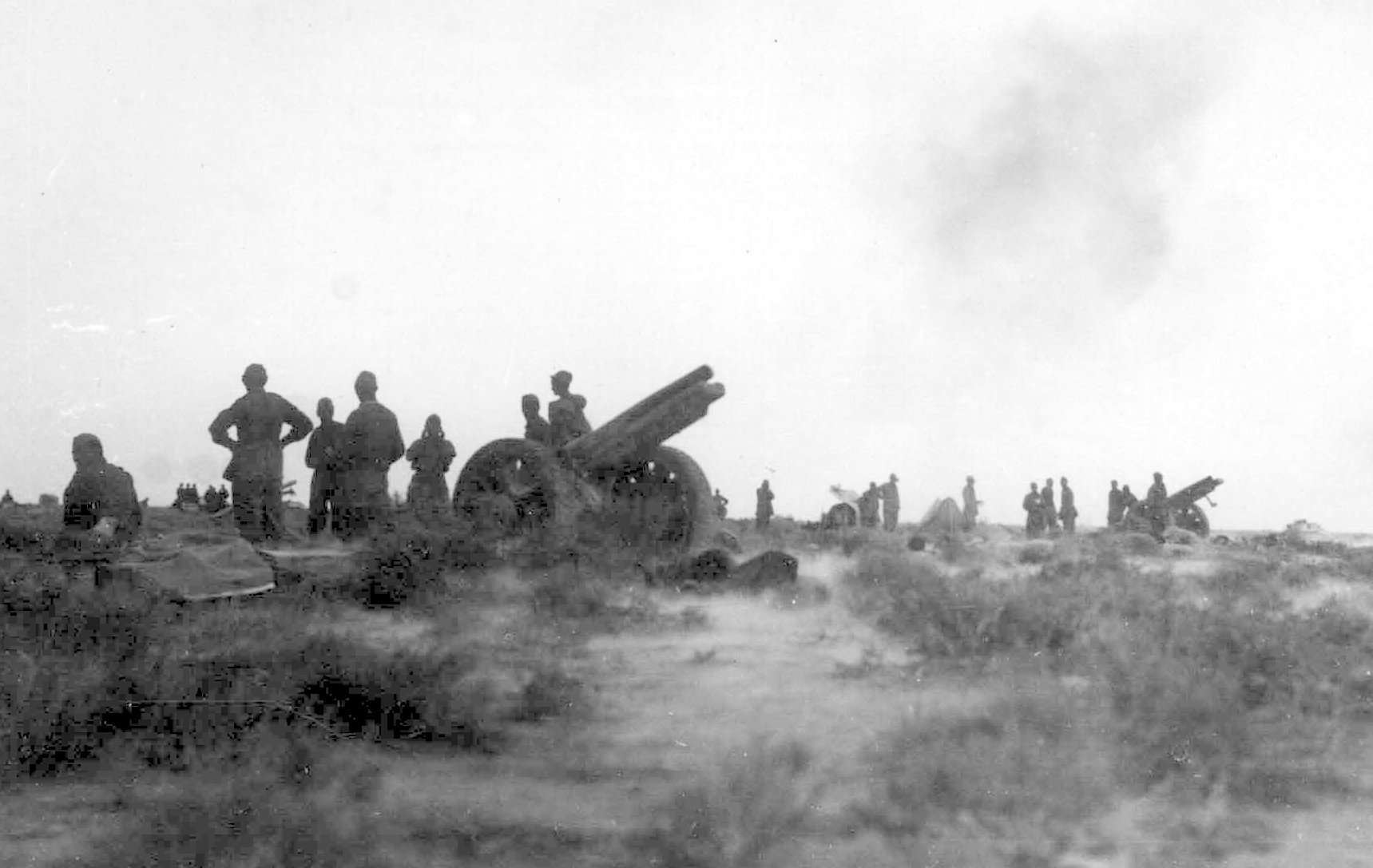
L'artillerie italienne tire sur les positions alliées pendant la bataille.

A 7 h 50, le 2/3e bataillon d'infanterie (lieutenant-colonel VT England), accompagné des porte-canons Bren de l'escadron A, 2/6e régiment de cavalerie (major Denzil MacArthur-Onslow) partit pour Bardia. La compagnie du major JN Abbot s'avança vers les postes italiens et attaque un groupe de sangers. Les défenseurs italiens sont éliminés à la grenade. À 9 h 20, toutes les compagnies sont sur leurs objectifs et se sont liées au 2/1er bataillon d'infanterie. Cependant, les porte-canons Bren ont rencontré des problèmes lors de leur progression lors de l'attaque initiale. L'un est touché et détruit lors de l'avancée et un autre le long du Wadi Ghereidia.
Le 2/3e bataillon d'infanterie est alors assailli par une demi-douzaine de chars italiens M13/40 qui libèrent un groupe de 500 prisonniers italiens. Les chars continuèrent de gronder vers le sud tandis que les équipages britanniques du Matildas « appréciant une bière, rejetèrent les informations à leur sujet comme une exagération antipodienne ». Finalement, ils sont engagés par un peloton antichar composé de trois 2 pounders montés sur portes. L'arme du caporal AA Pickett en a détruit quatre jusqu'à ce que sa portee soit touchée, tuant un homme et blessant Pickett. Les survivants remirent le canon en action et assommèrent un cinquième char. Le porteur a de nouveau été touché par les tirs du sixième char, blessant mortellement un autre homme ; mais il est bientôt mis KO par 2 autres pilon. À midi, 6 000 prisonniers italiens ont déjà atteint les prévôts au point de rassemblement situé près du poste 45, escortés par des gardes de moins en moins nombreux que les compagnies de fusiliers peuvent se permettre de détacher. Le périmètre italien est percé et la tentative d'arrêter l'assaut australien sur les défenses extérieures a échoué.

### Poursuite
Le 2/5e bataillon d'infanterie du major H. Wrigley de la 17e brigade d'infanterie du brigadier Stanley Savige, renforcé par deux compagnies du 2/7e bataillon d'infanterie du lieutenant-colonel TG Walker, prend désormais le relais. La tâche du bataillon est de nettoyer « le Triangle », un élément cartographique créé par l'intersection de trois voies au nord du poste 16. La force de Wrigley a eu une approche longue et épuisante, et une grande partie de son mouvement vers son point de départ s'est déroulée sous les tirs d'obus italiens destinés à la 16e brigade d'infanterie. En attendant son tour de bouger, la force a cherché refuge dans le Wadi Scemmas et ses affluents. Wrigley a convoqué une conférence de coordination finale à 10 h 30, mais à 10 h 20, il est blessé par une balle et son commandant en second, le major GE Sell, a pris le relais. Lors de la conférence, l'observateur avancé du 2/2e Régiment de campagne a rapporté qu'il a perdu le contact avec les canons et qu'il ne peut pas déclencher de tirs d'artillerie. Un commandant de troupe de chars britanniques blessé a également signalé qu'un de ses chars est détruit et que les trois autres sont à court de carburant ou de munitions. Aucun support de char ne serait disponible tant que ceux-ci n'auraient pas été réapprovisionnés. Sell a décidé que l'attaque devait être menée sans eux.
Le barrage d'artillerie s'est effondré à 11 h 25 et cinq minutes plus tard, l'avancée a commencé. Le soleil s'est maintenant levé et la compagnie D du capitaine CH Smith est la cible du feu efficace des mitrailleuses et de l'artillerie de campagne 640 m au nord-est. En quelques minutes, tous les officiers de la compagnie sauf un et tous ses sous-officiers supérieurs sont tués ou blessés. Le capitaine WB Griffiths de la compagnie C ramena sa compagnie vers le Wadi et fit appel à un détachement de mortiers de 3 pouces et à un peloton de mitrailleuses Vickers du 1er bataillon des Northumberland Fusiliers pour tirer sur les positions italiennes. Cela s'est avéré efficace et la compagnie de Griffith et un peloton de la compagnie A ont travaillé le long du Wadi Scemmas, collectant finalement 3 000 prisonniers.

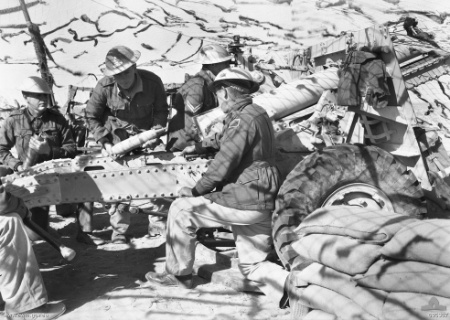
Equipage de canons de 25 livres du 2/1er Régiment d'artillerie de campagne à Bardia

Pendant ce temps, la compagnie B du capitaine DIA Green du 2/7e bataillon d'infanterie a capturé les postes 26, 27 et 24. Après la prise du poste 24, deux Matildas arrivèrent et aidèrent à prendre le poste 22. Alors que les prisonniers sont rassemblés, l'un d'eux a abattu Green, puis a jeté son fusil et est sorti de la fosse avec un large sourire. Il est immédiatement repoussé et un pistolet Bren est tiré sur lui. Le lieutenant CW Macfarlane, commandant en second, dut empêcher ses troupes de frapper à la baïonnette les autres prisonniers. Les Italiens sont témoins de l'incident au poste 25, à environ 410 m loin, qui s'est rapidement rendu. Avec l'aide des Matildas, Macfarlane parvient à s'emparer rapidement des postes 20 et 23. À ce stade, un char est à court de munitions ; des tirs antichar ont déjà fait disparaître la trace d'un autre lors de l'attaque du poste 20. Néanmoins, les postes 18 et 21 sont capturés sans soutien blindé, en utilisant les tactiques désormais familières des grenades, des coupures de câbles et des assauts. À l'approche de l'obscurité, Macfarlane a tenté de capturer le poste 16, mais les défenseurs l'ont repoussé. Il s'est retiré au poste 18 pour la nuit.
Après avoir entendu parler des pertes du 2/5e bataillon d'infanterie, le major de brigade GH Brock envoya la compagnie A du capitaine JR Savige du 2/7e bataillon d'infanterie prendre « le Triangle ». Savige rassembla ses pelotons et, avec l'appui des mitrailleuses, attaque l'objectif, 2700 m loin. La compagnie captura huit canons de campagne, de nombreuses mitrailleuses et près de 200 prisonniers en chemin, mais les pertes et la nécessité de détacher des soldats pour escorter les prisonniers ne lui laissèrent que 45 hommes à la fin de la journée.
Le 2/6e bataillon d'infanterie du lieutenant-colonel AHL Godfrey est censé "organiser une manifestation contre le coin sud-ouest du périmètre", détenu par le 1er bataillon du 158e régiment d'infanterie italien et le 3e bataillon du 157e régiment d'infanterie italien. Au lieu de cela, dans ce que les historiens militaires considèrent comme l'un des « exemples les plus désastreux d'un commandant cherchant à laisser sa marque », Godfrey a plutôt décidé de lancer une attaque, au mépris des instructions claires qu'il reçoites, et contre toute la logique militaire de base et le bon sens. Bien que mal planifiée et mal exécutée, l'attaque de Godfrey réussit à capturer le poste 7 et une partie du poste 9, mais le poste 11 résiste obstinément.
Ce soir-là, le brigadier Savige se présente à la position du 2/5e bataillon d'infanterie pour déterminer la situation, qu'il évalue avec précision comme « extrêmement confuse ; l'attaque stagne ». Savige a adopté un plan de Walker pour une attaque de nuit, qui a commencé à 12 h 30. Macfarlane a avancé au poste 16. Il envoya un peloton autour du flanc pour couper silencieusement les barbelés du côté ouest, tandis qu'il dirigeait un autre peloton contre le côté nord. Un mitrailleur Bren a ouvert le feu prématurément, alertant les défenseurs, mais les hommes de Macfarlane ont réussi à envahir le poste. La même tactique est utilisée pour capturer le poste R11. Macfarlane est censé capturer le poste R9, mais n'a pas pu le trouver dans l'obscurité. Ses troupes ont tenté de s'en emparer à l'aube, mais les défenseurs sont alertes et ont répondu par un feu nourri. Avec l'aide d'un mortier de 2 pouces, la deuxième tentative est couronnée de succès.

Pendant ce temps, la compagnie D du capitaine GH Halliday se déplaçait vers le sud contre le poste 19. Il a attiré l'attention des défenseurs par une démonstration d'un peloton devant le poste tandis que le reste de la compagnie se déplaçait autour du poste et attaque silencieusement par l'arrière. Cette manœuvre a pris les défenseurs par surprise et la Compagnie D a capturé le poste et 73 prisonniers à 02h30. Halliday a répété cette tactique contre le poste 14, qui est pris à 4 heures du matin avec 64 prisonniers. La capture des deux postes a coûté un Australien tué et sept blessés. Une troisième tentative contre le poste 17 échoue : les attaques précédentes ont alerté le poste et la compagnie D subit de violents tirs de mortiers et de mitrailleuses. Une bataille furieuse fit rage jusqu'à ce que le poste tombe peu avant l'aube. 103 autres Italiens sont capturés, au prix de deux Australiens tués et neuf blessés. Entre les victimes et les hommes détachés pour escorter les prisonniers, l'effectif de la Compagnie D tomba à 46 hommes et Halliday choisit de s'arrêter pour la nuit.
Bien que les progrès australiens aient été plus lents que ceux réalisés lors de la phase de rodage, la 17e brigade d'infanterie a obtenu des résultats remarquables. Dix autres poteaux, représentant 3 km du périmètre est capturé, la Switch Line est violée et des milliers de défenseurs italiens sont capturés. Pour les Italiens, arrêter l’avancée australienne serait une tâche extrêmement difficile.

### Chute de Bardia
Dans l'après-midi du 3 janvier, Berryman a rencontré Allen, Jerram et Frowen au siège d'Allen au poste 40 pour discuter des plans pour le lendemain. Il est convenu qu'Allen avancerait sur Bardia et couperait la forteresse en deux, soutenu par les canons de Frowen, tous les chars disponibles, les porte-canons Bren de MacArthur-Onslow et le 2/8e bataillon d'infanterie, que Mackay a récemment alloué à partir de la réserve. Allen a donné des ordres en conséquence. Dans l'après-midi, le 6e régiment de cavalerie est retiré pour devenir la réserve de la brigade et le 2/5e bataillon d'infanterie relève le 2/2e pour le libérer pour avancer le lendemain. Ce soir-là, Berryman arriva à la conclusion qu'à moins que la défense italienne ne s'effondre bientôt, les 16e et 17e brigades d'infanterie deviendraient incapables de poursuivre leurs efforts et que la 19e brigade d'infanterie du brigadier Horace Robertson serait nécessaire. Mackay est plus optimiste quant à la situation et rappela à Berryman que ses ordres sont de capturer Bardia avec seulement deux brigades. Pendant qu'ils discutaient de la question, O'Connor et Harding arrivèrent au quartier général de la 6e Division, et O'Connor accepta facilement le changement de plan.
Le 2/1er bataillon d'infanterie a commencé son avance comme prévu à 9 heures du matin, mais le peloton de tête a essuyé des tirs de mitrailleuses nourris du poste 54 et l'artillerie italienne a assommé les mortiers de soutien. Le 3e Régiment Royal Horse Artillery engagea les canons italiens et le peloton se retira. Le colonel Eather organisa alors une attaque formelle contre le poste 54 à 13 h 30, à la suite d'un bombardement du poste par l'artillerie et les mortiers. Les canons italiens sont réduits au silence lorsqu'un obus australien fit exploser un dépôt de munitions à proximité. Les Australiens s'emparent alors du poste. Environ un tiers de ses défenseurs sont tués dans les combats. Les 66 autres se sont rendus. Cela provoqua un effondrement général de la position italienne dans le nord. Les postes 56 et 61 se sont rendus sans combat et des drapeaux blancs sont hissés sur les postes 58, 60, 63 et 65, ainsi que sur les positions d'artillerie proches du poste 58. A la tombée de la nuit, les hommes d'Eather ont avancé jusqu'au poste 69 et seuls les quatorze postes les plus au nord tiennent encore dans le secteur de Gerfan.

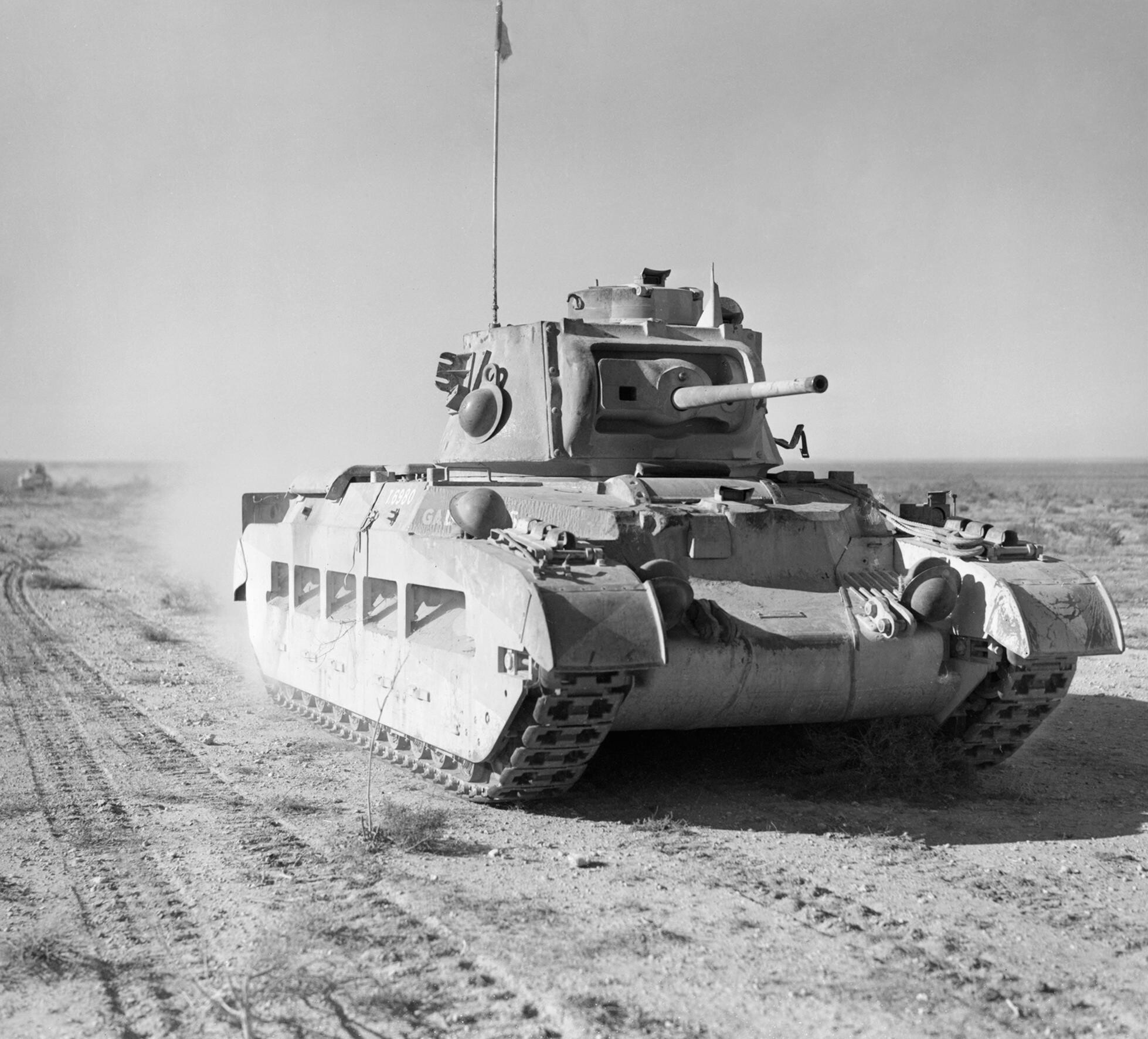
Un char Matilda du 7e Royal Tank Regiment

Le 2/3e bataillon d'infanterie du colonel England est appuyé par les canons du 104e régiment Royal Horse Artillery et une troupe du 7e Royal Tank Regiment. Les chars arrivaient en retard et l'Angleterre reporta son attaque à 10 h 30. Le bataillon subit des tirs d'artillerie, provenant principalement d'une batterie au nord de Bardia qui est ensuite engagée et réduite au silence par le 104e Régiment Royal Horse Artillery. L'avancée reprend, mais se retrouve sous le feu des mitrailleuses et de l'artillerie depuis Wadi el Gerfan. Une section de huit hommes dirigée par le caporal suppléant FW Squires est envoyée pour reconnaître l'oued, mais a plutôt attaqué une position de batterie et est revenue avec 500 prisonniers. L'oued contenait un grand nombre de soldats italiens appartenant à des unités techniques qui, non entraînés au combat, se rendent en grand nombre. Une compagnie a capturé plus de 2 000 prisonniers, dont 60 officiers.
Le major de brigade, le major IR Campbell, ordonna à MacArthur-Onslow, dont les porte-avions bloquaient l'avancée de l'Angleterre, de s'emparer de Hebs el Harram, les hauteurs surplombant la route menant à la commune de Bardia. Les transporteurs de MacArthur-Onslow ont découvert un hôpital italien avec 500 patients, dont plusieurs Australiens, et 3 000 Italiens sains et saufs. Laissant un petit groupe à l'hôpital sous la direction du caporal MH Vause, qui parlait un peu italien, MacArthur-Onslow poursuit son chemin avec deux transporteurs jusqu'à Hebs el Harram, où ils emmenèrent plus de 1 000 prisonniers. Les chars et le reste de l'escadron A ont continué le long de la route de Bardia sous des tirs d'artillerie intermittents, suivis par la compagnie C du 2/3e bataillon d'infanterie. La colonne entra dans la ville à 16 heures, ses chars tirant occasionnellement des coups de feu.
Le 2/2e bataillon d'infanterie, appuyé par les trois chars Matilda et les canons du 7e régiment moyen, avance dans l'oued Scemmas en direction d'un fort italien sur la pointe sud de Bardia. Après quelques heures d'ascension, le 2/2 atteint le promontoire et attaque le fort à 16 h 45. A l'intérieur du fort se trouvaient deux 6 des canons de pouce, deux canons de campagne et cinq autres canons du fort. Heureusement, le 6 les canons de pouces sont destinés à la défense côtière et sont incapables de tirer à l'intérieur des terres. L'un des chars se dirigea droit vers la porte du fort. Les Italiens ouvrirent la porte et les chars pénétrèrent à l'intérieur, faisant 300 prisonniers à la garnison. La compagnie D suivit ensuite une piste de chèvres qui menait au cours inférieur de Bardia. Des milliers de prisonniers sont faits, la plupart issus des unités militaires. Deux porte-avions du 2/5e bataillon d'infanterie patrouillant près de la côte capturent 1 500 prisonniers. Le capitaine NA Vickery, observateur avancé du 2/1e Régiment de campagne, attaque une batterie italienne à bord de son porte-canon Bren et capture 1 000 prisonniers.
À la fin de la deuxième journée, des dizaines de milliers de défenseurs sont tués ou capturés. Les garnisons restantes dans les secteurs de Gerfan et de Ponticelli sont complètement isolées. Les unités logistiques et administratives sont saturées. Conscients que la situation est désespérée, le général Bergonzoli et son état-major sont partis à pied pour Tobrouk dans l'après-midi, au sein d'un groupe d'environ 120 hommes. Le général Giuseppe Tellera, commandant de la dixième armée italienne, envisagea la possibilité d'envoyer une force pour soulager la forteresse de Bardia mais conclut finalement qu'une telle opération n'avait aucune chance de succès.

### Transmission finale
Le 5 janvier au matin, la 19e brigade d'infanterie lance son attaque sur le secteur de Meriega, en partant de la route de Bardia et en suivant un barrage rampant vers le sud avec l'appui de six chars Matilda, tous restés en état de marche. Les autres sont touchés par des obus, immobilisés par des mines ou simplement tombés en panne. Les commandants de compagnie du bataillon de tête, le 2/11e bataillon d'infanterie, n'ont reçu leurs ordres définitifs que 45 minutes avant l'heure de départ, date à laquelle la ligne de départ est 4.8 km plus loin. En conséquence, le bataillon est arrivé en retard et l'attaque prévue des deux compagnies a dû être menée par une seule : la compagnie C du capitaine Ralph Honner, bien qu'avec les six Matilda à sa disposition. Les hommes de Honner durent littéralement poursuivre le barrage et venaient juste de le rattraper avant qu'il ne s'arrête. Au fur et à mesure qu'ils avançaient, ils essuyèrent des tirs venant de gauche, de droite et devant eux, mais les pertes sont légères. La plupart des positions se sont rendues lorsque l'infanterie et les chars se sont rapprochés, mais cela n'a pas réduit les tirs provenant des postes plus éloignés. À 11 h 15, la compagnie C a atteint la ligne d'aiguillage et capturé le poste R5 puis R7. La compagnie B, qui suivait sur la gauche, dégagea Wadi Meriega, capturant le général de division Ruggero Tracchia et le général de brigade Alessandro de Guidi, commandants respectivement des 62e et 63e divisions d'infanterie. À ce stade, Honner s'arrêta pour consolider sa position et permettre au 2/4e bataillon d'infanterie du lieutenant-colonel Ivan Dougherty de passer. Cependant, Honner prend la reddition des postes 1, 2 et 3 et ses hommes ne cessent d'avancer.
Pendant ce temps, les garnisons italiennes du nord se rendaient à la 16e brigade d'infanterie et au groupe de soutien de la 7e division blindée à l'extérieur de la forteresse ; le 2/8e bataillon d'infanterie a pris la zone au-dessus de Wadi Meriega ; et le 2/7e bataillon d'infanterie a capturé les postes 10, 12 et 15. Le colonel Godfrey est étonné de découvrir que le 2/11ème bataillon d'infanterie a capturé le poste 8. Le peloton de transport du 2/6e bataillon d'infanterie attaque et capture le poste 13 tandis que le 2/11e s'empare du poste 6. Le seul poste qui résiste encore est désormais le poste 11. Le 2/6e bataillon d'infanterie renouvelle son attaque, l'infanterie attaquant par l'avant et ses porte-avions attaquant par l'arrière. Ils sont rejoints par Matildas venant des environs du poste 6. À ce moment-là, le commandant du poste italien, blessé au combat, abaissa son drapeau et hissa un drapeau blanc. Quelque 350 soldats italiens se sont rendus au poste 11. A l'intérieur, les Australiens trouvèrent deux canons de campagne, 6 canons antichar, 12 mitrailleuses moyennes, 27 mitrailleuses légères et deux canons de 3 mortiers en pouces. Godfrey a contacté le commandant du poste italien – qui portait une croix militaire britannique gagnée pendant la Première Guerre mondiale – et lui a serré la main. "Sur un champ de bataille où les troupes italiennes gagnèrent peu d'honneur", écrira plus tard Gavin Long, "les derniers à céder appartiennent à une garnison dont le combat résolu aurait fait honneur à n'importe quelle armée".

## Conséquences

### Analyse

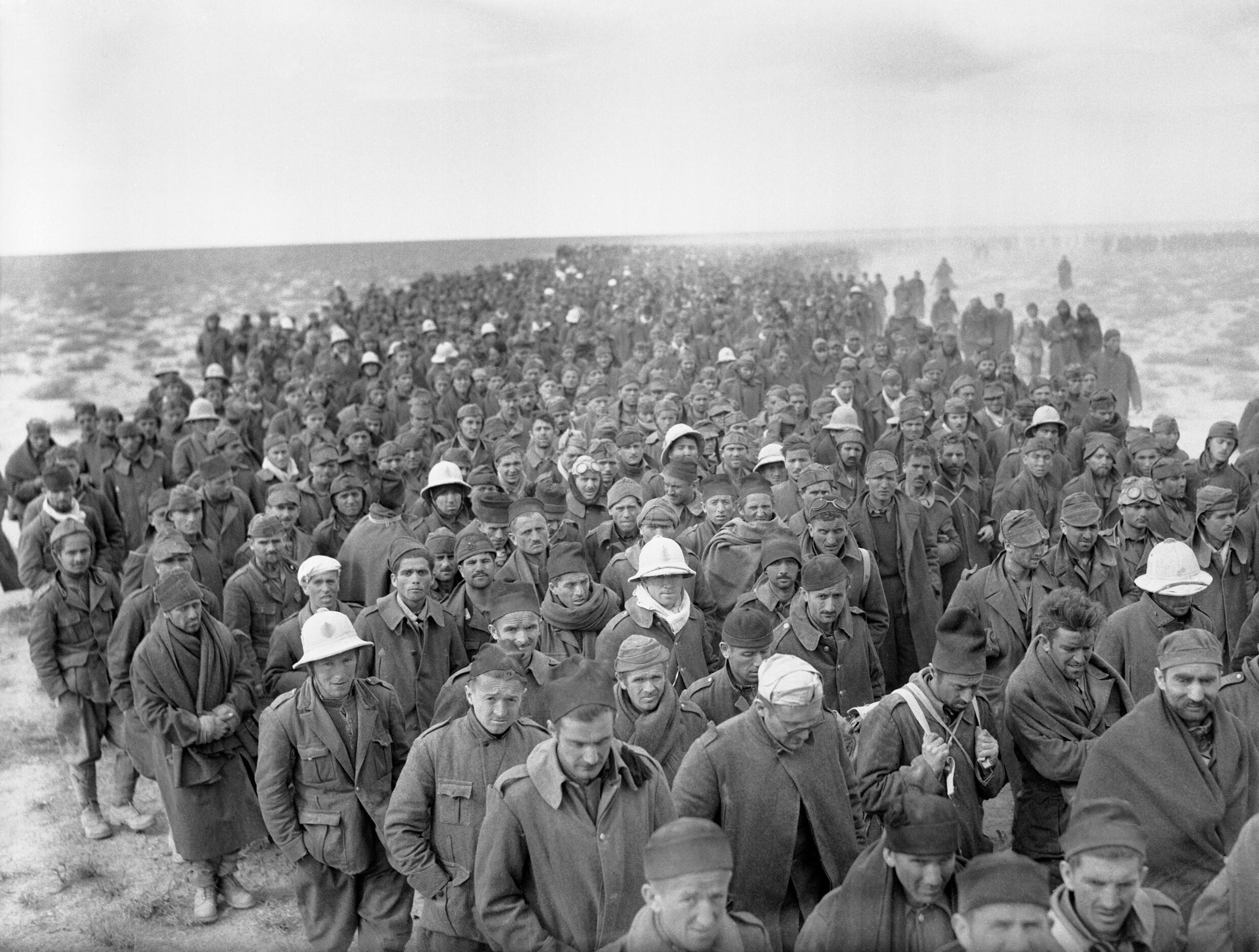
Soldats italiens capturés lors de la bataille de Bardia

La victoire de Bardia permet aux forces alliées de poursuivre leur avancée en Libye et de s'emparer de la quasi-totalité de la Cyrénaïque. En tant que première bataille de la guerre commandée par un général australien, planifiée par un état-major australien et menée par des troupes australiennes, Bardia est d'un grand intérêt pour le public australien ; les messages de félicitations affluent et le recrutement de l’AIF explose.
Aux États-Unis, les journaux font l'éloge de la 6e Division. Des articles favorables sont parus dans le New York Times et le Washington Times-Herald, qui titraient « Les Australiens hardy aux yeux sauvages appelés les meilleures troupes du monde ». Un article du Chicago Daily News indiquait à ses lecteurs que les Australiens « dans leur attitude réaliste envers la politique de puissance, préfèrent envoyer leurs garçons combattre loin à l'étranger plutôt que de mener une bataille dans la banlieue de Sydney ». Pendant la bataille, Wavell reçoit un câble du général Sir John Dill soulignant l'importance politique de telles victoires aux États-Unis, où le président Franklin D. Roosevelt tentait de faire promulguer la loi Lend-Lease ; elle est devenue loi en mars 1941.
Mackay a écrit dans un journal du 6 janvier que « les Allemands ne peuvent plus rester à l'écart de l'Afrique maintenant ». En Allemagne, le chancelier Adolf Hitler n'est pas préoccupé par les implications militaires de la perte de la Libye, mais profondément troublé par la perspective d'un revers politique qui pourrait conduire à la chute de Mussolini. Le 9 janvier 1941, il révèle aux hauts gradés de la Wehrmacht son intention d'envoyer des troupes allemandes en Afrique du Nord, dans Unternehmen Sonnenblume ; les troupes allemandes jouent désormais un rôle important dans les combats en Afrique du Nord.
Au sein de la 6e Division, il y a eu des récriminations contre ce qui est considéré comme Berryman faisant preuve de favoritisme envers Robertson, un camarade soldat régulier et Collège militaire royal, diplômé de Duntroon, dans le but de prouver que les officiers réguliers peuvent commander des troupes. Savige a estimé que certaines des difficultés de la 17e brigade d'infanterie sont causées par Berryman, à travers un plan de bataille trop prescriptif et compliqué. La 6e Division a eu la chance d'avoir élaboré un type de bataille « préétablie », le type qui convenait le mieux à sa doctrine et à son entraînement basés sur la Grande Guerre. La confiance et l'expérience sont générées et les dirigeants et le personnel ont tiré d'importantes leçons tactiques de la bataille. L'historien officiel australien Gavin Long considérait Bardia comme « une victoire pour une reconnaissance audacieuse, pour une planification audacieuse mais minutieuse, pour un plan d'artillerie qui a maîtrisé le feu de l'ennemi au moment crucial, et pour un assaut d'infanterie rapide et continu qui a fait une brèche dans la ligne ennemie. » Attribuer le succès aux chars ou à l'artillerie, c'est « présenter Hamlet sans le prince ».

### Victimes
On estime que 36 000 soldats italiens sont capturés à Bardia, 1 703 (dont 44 officiers) sont tués et 3 740 (dont 138 officiers) sont blessés  Quelques milliers (dont le général Bergonzoli et trois de ses commandants de division) se sont enfuis à Tobrouk. à pied ou en bateau. Les Alliés ont capturé 26 canons de défense côtière, 7 canons moyens, 216 canons de campagne, 146 canons antichar, 12 chars moyens, 115 L3 et 708 véhicules. Les pertes australiennes s'élèvent à 130 dead et 326 wounded.

### Événements ultérieurs
Bardia n'est pas devenu un port important puisque l'approvisionnement par voie maritime a continué à passer par Sollum, mais est devenu une source d'eau importante, après la réparation de la grande station de pompage que les Italiens ont installée pour desservir la commune et Fort Capuzzo,. Les forces de l'Axe réoccupèrent la ville en avril 1941, lors de l'opération Sonnenblume, la première offensive de Rommel en Cyrénaïque. D'autres combats eurent lieu du 31 décembre 1941 au 2 janvier 1942, avant que Bardia ne soit reprise par la 2e division sud-africaine,. Bardia changea de nouveau de mains en juin 1942, est occupée par les forces de l'Axe pour la troisième fois et est reprise pour la dernière fois en novembre sans opposition, après la victoire alliée à la deuxième bataille d'El Alamein.

## Lectures complémentaires
- Craig Stockings, « The Anzac Legend and the Battle of Bardia », War in History, vol. 17, no 1,‎ 2010, p. 86–112 (ISSN 1477-0385, DOI 10.1177/0968344509348304, S2CID 162354980)
- (en) Archibald Wavell Operations in the Middle East from 7th December, 1940 to 7th February, 1941 (rapport), 25 juin 1946